# ボンセジュール小牧

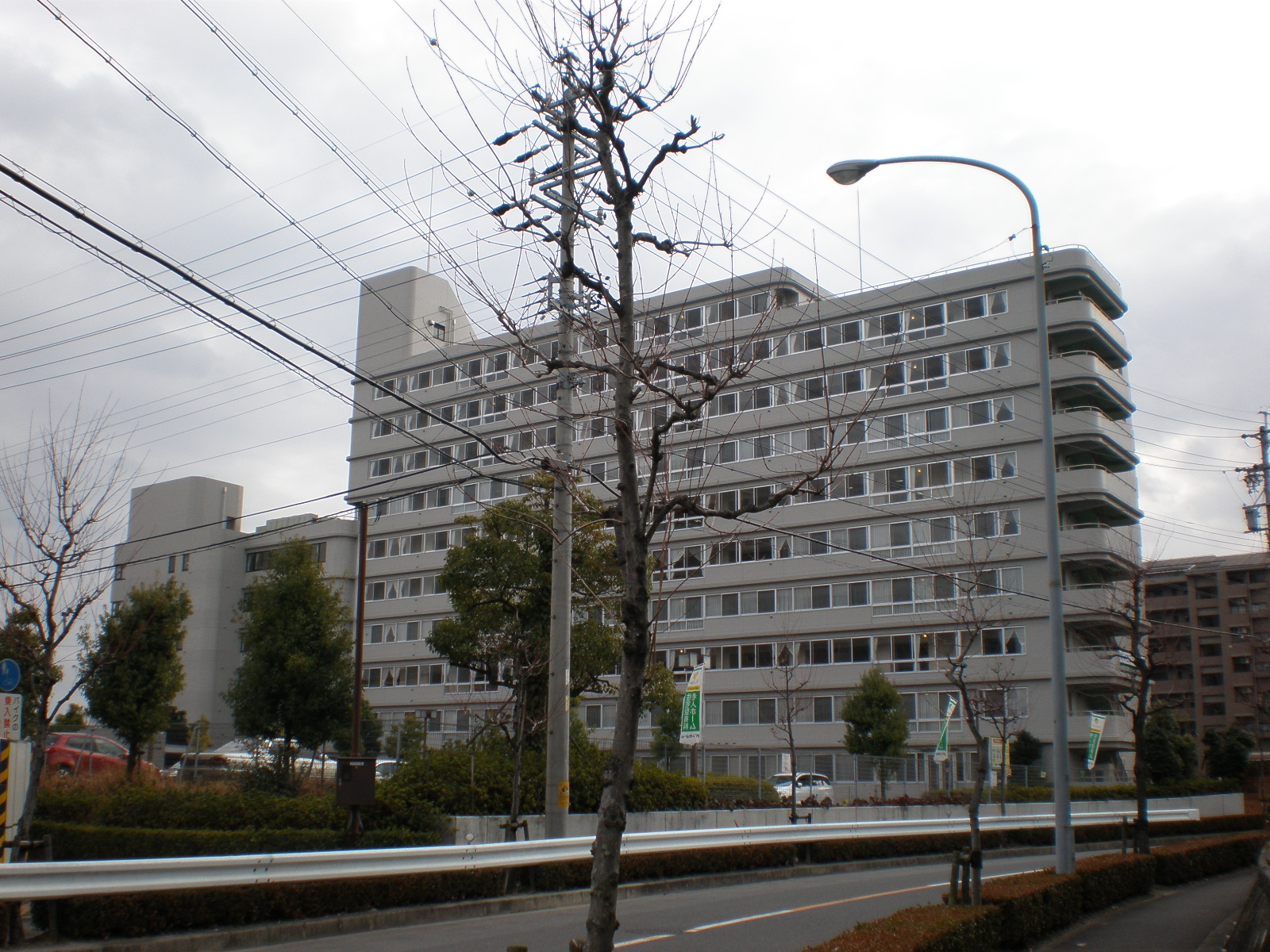
ボンセジュール小牧

ボンセジュール小牧（ボンセジュールこまき、Bon Séjour Komaki）は、愛知県小牧市にある住宅型有料老人ホーム。運営会社は、株式会社ベネッセスタイルケア。

## 名称の由来
フランス語で「幸福」を意味する「ボン（bon）」と、「居場所」を意味する「セジュール（séjour）」を合わせて作った合成語。「入居者に対し、幸福にあふれた居場所を作りたい」と言う考えから、命名された。

## 沿革
- 2007年3月1日 - オープン

## 所在地
愛知県小牧市城山3-1

## 交通手段
- ピーチバスの城山4丁目停留所下車。